# Korać-Cup 1986/87
Die Saison 1986/87 war die 16. Spielzeit des Korać-Cup, der von der FIBA Europa ausgetragen wurde.
Den Titel gewann der FC Barcelona aus Spanien.

## Modus
Es nahmen 29 Mannschaften aus 12 Nationen teil. Nach der Qualifikationsrunde spielten 13 Teams eine Ausscheidungsrunde. Die Gewinner dieser Spiele qualifizierten sich für die Gruppenphase, die aus vier Gruppen mit je vier Teams bestand. Der Erstplatzierte jeder Gruppe erreichte das Halbfinale, gefolgt vom Finale.
Die Sieger der Spielpaarungen in der Qualifikationsrunde, der 1. Runde und im Halbfinale, sowie des Finals wurden in Hin- und Rückspiel ermittelt.

## 1. Runde (Qualifikation)
|                            | Gesamt  |                            | Hinspiel | Rückspiel |
| -------------------------- | ------- | -------------------------- | -------- | --------- |
| Karşıyaka SK               | 161:160 | BC Renault Gent            | 87:68    | 74:92     |
| AD Sanjoanense Madeira     | 102:185 | RAS Maccabi Brüssel        | 54:93    | 48:92     |
| Elitzur Netanja BC         | 167:218 | Keravnos Strovolou         | 139:54   | 107:52    |
| Vevey Basket               | 180:178 | CB MG-Sarriá Barcelona     | 98:106   | 97:119    |
| Videoton KK Székesfehérvár | 175:165 | Universität Çukurova Adana | 93:75    | 82:90     |
| CEP Fleurus                | 182:203 | KK Jugoplastika Split      | 104:103  | 78:100    |
| Urheilijat Uusikaupunki    | 193:158 | DTV Charlottenburg Berlin  | 100:72   | 93:86     |
| ZSKA Sofia                 | 162:172 | PAOK Thessaloniki          | 85:83    | 77:89     |
| Portsmouth BC              | 158:165 | KK Šibenka Šibenik         | 96:76    | 62:89     |
| Athleta Juvenis Sliema     | 87:166  | ES Avignon BC              | 35:83    | 52:83     |
| AB Contern                 | 131:209 | Assubel Mariembourg        | 67:107   | 64:102    |
| AEL Lemesós                | 158:238 | Panionios Athen            | 74:122   | 84:116    |
| AS Apollon Patras          | 151:205 | Hapoel Tel Aviv            | 71:88    | 80:117    |

## Teilnehmer
| Teilnehmer   | Teilnehmer | Teilnehmer                 | Teilnehmer                  | Teilnehmer                   | Teilnehmer            |
| Land         | Anzahl     | Mannschaften               | Mannschaften                | Mannschaften                 | Mannschaften          |
| ------------ | ---------- | -------------------------- | --------------------------- | ---------------------------- | --------------------- |
| Frankreich   | 4          | Olympique d’Antibes        | ES Avignon                  | ESM Challans                 | Limoges CSP           |
| Italien      | 4          | Pallacanestro Cantù        | Mobilgirgi Juventus Caserta | Berloni Pallacanestro Torino | Pallacanestro Varese  |
| Jugoslawien  | 4          | KK Šibenka Šibenik         | KK Partizan Belgrad         | KK Jugoplastika Split        | KK Budućnost Titograd |
| Spanien      | 4          | FC Barcelona               | Gin MG-Sarriá Barcelona     | CB Estudiantes Madrid        | CB CAI Saragossa      |
| Griechenland | 3          | Panionios Athen            | PAOK Thessaloniki           | Olympiakos Piräus            |                       |
| Belgien      | 2          | RAS Maccabi Brüssel        | Assubel Mariembourg         |                              |                       |
| Israel       | 2          | Elitzur Netanja BC         | Hapoel Tel Aviv             |                              |                       |
| Ungarn       | 2          | Videoton KK Székesfehérvár | Zalaegerszegi TE KK         |                              |                       |
| Finnland     | 1          | Urheilijat Uusikaupunki    |                             |                              |                       |
| Schweiz      | 1          | Fribourg Olympic Basket    |                             |                              |                       |
| Sowjetunion  | 1          | BK Spartak Leningrad       |                             |                              |                       |
| Türkei       | 1          | Karşıyaka SK               |                             |                              |                       |

## 2. Runde
|                            | Gesamt  |                              | Hinspiel | Rückspiel |
| -------------------------- | ------- | ---------------------------- | -------- | --------- |
| Karşıyaka SK               | 153:167 | KK Budućnost Titograd        | 71:82    | 82:85     |
| RAS Maccabi Brüssel        | 194:198 | CB CAI Saragossa             | 112:91   | 82:107    |
| Elitzur Netanja BC         | 171:179 | Pallacanestro Cantú          | 85:91    | 86:88     |
| Gin MG-Sarriá Barcelona    | 195:208 | Olympique d’Antibes          | 113:100  | 92:108    |
| Videoton KK Székesfehérvár | 132:198 | ESM Challans                 | 77:107   | 55:91     |
| Fribourg Olympic Basket    | 201:239 | KK Jugoplastika Split        | 81:119   | 65:120    |
| Urheilijat Uusikaupunki    | 149:187 | BK Spartak Leningrad         | 80:90    | 69:97     |
| PAOK Thessaloniki          | 153:159 | KK Partizan Belgrad          | 79:69    | 75:90     |
| Zalaegerszegi TE KK        | 165:210 | KK Šibenka Šibenik           | 84:96    | 81:114    |
| ES Avignon BC              | 160:174 | CB Estudiantes Madrid        | 74:86    | 86:88     |
| Assubel Mariembourg        | 198:144 | Olympiakos Piräus            | 95:70    | 103:74    |
| Panionios Athen            | 137:169 | Berloni Pallacanestro Torino | 66:70    | 71:99     |
| Hapoel Tel Aviv            | 167:197 | Pallacanestro Varese         | 92:85    | 75:112    |

- Außerdem für die Gruppenphase qualifiziert durch Freilos:  Mobilgirgi Juventus Caserta,  FC Barcelona,  Limoges CSP

## Gruppenphase

### Gruppe A
| Team                    | Sp | S | N | P+  | P-  |
| ----------------------- | -- | - | - | --- | --- |
| 1. Limoges CSP          | 6  | 5 | 1 | 593 | 522 |
| 2. Pallacanestro Cantù  | 6  | 4 | 2 | 546 | 516 |
| 3. BK Spartak Leningrad | 6  | 3 | 3 | 489 | 510 |
| 4. KK Šibenka Šibenik   | 6  | 0 | 6 | 521 | 601 |

### Gruppe B
| Team                     | Sp | S | N | P+  | P-  |
| ------------------------ | -- | - | - | --- | --- |
| 1. FC Barcelona          | 6  | 4 | 2 | 555 | 468 |
| 2. Pallacanestro Varese  | 6  | 3 | 3 | 525 | 507 |
| 3. Olympique d’Antibes   | 6  | 3 | 3 | 533 | 567 |
| 4. KK Jugoplastika Split | 6  | 2 | 4 | 493 | 564 |

### Gruppe C
| Team                    | Sp | S | N | P+  | P-  |
| ----------------------- | -- | - | - | --- | --- |
| 1. CB CAI Saragossa     | 6  | 4 | 2 | 542 | 520 |
| 2. KK Partizan Belgrad  | 6  | 4 | 2 | 590 | 561 |
| 3. Berloni Pall. Torino | 6  | 2 | 4 | 528 | 531 |
| 4. Assubel Mariembourg  | 6  | 2 | 4 | 504 | 552 |

### Gruppe D
| Team                           | Sp | S | N | P+  | P-  |
| ------------------------------ | -- | - | - | --- | --- |
| 1. Mobilgirgi Juventus Caserta | 6  | 6 | 0 | 570 | 527 |
| 2. CB Estudiantes Madrid       | 6  | 3 | 3 | 614 | 595 |
| 3. ESM Challans                | 6  | 2 | 4 | 539 | 544 |
| 4. KK Budućnost Titograd       | 6  | 1 | 5 | 537 | 594 |

## Halbfinale
|                             | Gesamt  |              | Hinspiel | Rückspiel |
| --------------------------- | ------- | ------------ | -------- | --------- |
| CB CAI Saragossa            | 167:189 | Limoges CSP  | 76:85    | 91:104    |
| Mobilgirgi Juventus Caserta | 184:200 | FC Barcelona | 96:87    | 88:113    |

## Finale
|              | Gesamt  |             | Hinspiel | Rückspiel |
| ------------ | ------- | ----------- | -------- | --------- |
| FC Barcelona | 203:171 | Limoges CSP | 106:85   | 97:86     |

- Final-Topscorer:  Wallace Bryant (FC Barcelona): 33 Punkte